# My Hero Academia: Dos héroes
My Hero Academia: Dos héroes (僕のヒーローアカデミア THE MOVIE ～２人の 英雄 Boku no Hīrō Academia THE MOVIE: Futari no Hīrō?), conocida como My Hero Academia: Two Heroes en Estados Unidos, es una película japonesa de anime basada en el manga My Hero Academia de Kōhei Horikoshi. Ambientada entre la segunda y tercera temporada del anime, la película fue dirigida por Kenji Nagasaki y producida por Bones. La premier se realizó en Anime Expo el 5 de julio de 2018, y fue posteriormente estrenada en cines japoneses el 3 de agosto de 2018.

## Argumento
All Might está invitado a un viaje de verano en "I-Island", una isla artificial donde residen los científicos del mundo y realizan investigaciones sobre Quirks, superpoderes que tiene el 80% de la población mundial. Toma a Izuku Midoriya como su invitado y le recuerda que no revele a su buen amigo, excompañero y científico principal, el profesor David Shield, el secreto sobre su peculiar Quirk: One for All. Después de llegar, son recibidos por Melissa Shield, la hija de David y una estudiante de la academia de la isla con la esperanza de ser una científica como su padre.
Después de una reunión con David, All Might se transforma de nuevo en su forma de poder. Al realizar pruebas, David se da cuenta de que el Quirk de All Might está casi agotado. Mientras tanto, Melissa le muestra a Midoriya por la isla, y se encuentran con Momo Yaoyorozu, quien había sido invitado a la isla y trajo a Ochaco Uraraka y Kyoka Jirō como invitados. Más tarde, los estudiantes se encuentran con Tenya Iida, Shōto Todoroki, Katsuki Bakugō y Eijiro Kirishima, con los tres primeros invitados y Bakugō trayendo a Kirishima. También se revela que Minoru Mineta y Denki Kaminari están en la isla trabajando como camareros. Después de pasar el día disfrutando de los diversos eventos de la isla, Melissa invita a los camareros a unirse a ellos en una fiesta formal a la que todos los demás fueron invitados.
Antes de la fiesta, Melissa le revela a Midoriya que ella nació Quirkless como él una vez. También se da cuenta de que su Quirk es similar al de All Might, y le da un guante que ella había diseñado para que no se lastime cuando usa sus poderes al 100%.
Mientras tanto, Wolfram, un misterioso villano que llegó en secreto a la isla antes, toma el control del sistema de seguridad de la isla durante la fiesta y amenaza con matar a sus residentes. También restringe a todos los prohéroes que asisten, incluido All Might, y toma a David y su asistente Sam como rehenes para entrar en la bóveda de la isla. Como llegaban tarde, Midoriya, Melissa, Iida, Todoroki, Yaoyorozu, Uraraka, Jirō, Mineta y Kaminari no están restringidos junto a los prohéroes en la fiesta. Para recuperar el control del sistema de seguridad, deciden acceder al mismo llegando al piso 200 del edificio donde se encuentra la fiesta. Al mismo tiempo, Bakugō y Kirishima se pierden camino a la fiesta y comienzan a vagar por el edificio sin darse cuenta de la violación de seguridad.
Después de que los estudiantes llegan al piso 80, Wolfram y su equipo se dan cuenta de su plan e intentan aprehenderlos. Mientras se esconde en una sala de plantas, el grupo intenta escapar de dos de los villanos hasta que Bakugō y Kirishima accidentalmente se cruzan con ellos y se involucran en la batalla. Todoroki ayuda a los demás a escapar a un piso más alto y se une a Bakugō y Kirishima en su lucha. Mineta usa su Quirk para subir la torre y bajar una escalera para permitir que los demás suban con él. Los hombres de Wolfram envían un ejército de robots centinela tras ambos grupos de estudiantes, que incapacitan a Kaminari. Iida, Yaoyorozu, Jirō y Mineta se defienden contra los robots mientras Midoriya, Uraraka y Melissa se dirigen a la cima de la torre.
Intentando llegar a la cima, Uraraka usa su Quirk para llevar a Midoriya y Melissa más cerca de la sala de seguridad. Justo cuando Uraraka está a punto de ser atacada por más robots, Bakugō, Todoroki y Kirishima llegan para salvarla. Los cuatro luchan contra los robots mientras Midoriya y Melissa se abren camino hasta la cima.
En la cima de la torre, descubren a David y Sam en la bóveda mientras abren una maleta. Se revela que David y Sam organizaron los eventos de la noche con actores para recuperar su mayor invento: un auricular que maximiza el poder del Quirk de una persona. Los mejores hombres de I-Island decidieron que era demasiado peligroso, se llevaron su invención e investigación y lo encerraron para que no terminara en las manos equivocadas. Decidiendo que All Might lo necesitaba para seguir siendo un héroe y mantener el mundo a salvo, David decidió recuperar su invento. Wolfram llega, refrena a Midoriya y revela que es un verdadero villano y no un actor. Sam luego traiciona a David y le da a Wolfram la maleta, revelando que trabajó con Wolfram para asegurarse de que pudiera vender el invento a otros villanos y alcanzar la fama. Sin embargo, Wolfram le dispara a Sam después de obtener la maleta, y David salta en el camino de otra bala para salvar su vida.
Antes de que Wolfram pueda matar a Melissa, Midoriya se libera para luchar contra él. Wolfram usa su Quirk para detener a Midoriya y escapa al tejado, habiendo secuestrado a David para que pueda hacer más copias de dicho invento. Midoriya corre hacia la cima e intenta evitar que Wolfram despegue en un helicóptero con David, pero falla y cae del helicóptero. Melissa también retoma el control del sistema de seguridad, libera a los héroes profesionales y desactiva los robots. All Might, ahora liberado, corre hacia el techo y evita que el helicóptero despegue.
Wolfram, en un último intento, usa la invención para amplificar su poder y comienza a vencer a un All Might ya cansado, creando un cuerpo gigante hecho de partes metálicas y escombros que atrapa a David dentro de él. Él domina a All Might aún más con múltiples Quirks y revela que está en alianza con All For One, quien le dio a Wolfram Quirks adicionales y ayudó a alimentar la caída de David en desgracia en un intento de desmoralizar a All Might. El resto de los estudiantes pronto llegan al techo para ayudar a All Might y Midoriya que trabajan juntos para terminar la pelea. Los dos lanzan un golpe juntos que finalmente es lo suficientemente fuerte como para derrotar a Wolfram y liberar a David. A medida que sale el sol, David y All Might reflexionan sobre cómo Melissa y Midoriya son la próxima generación de héroes y cómo el mundo estará en buenas manos incluso después de que el Quirk de All Might se haya ido.
Durante los créditos, se muestra a los estudiantes y All Might disfrutando de una barbacoa en la isla después de su victoria con el resto de los estudiantes de su clase Clase 1-A, que también estaban en I-Island cuando sucedieron los eventos de la película. Melissa también visita a David, quien ahora está en el hospital recuperándose mientras la policía lo vigila.

## Reparto
| Personaje                          | Seiyū Japón           | Actor de voz Estados Unidos | Actor de doblaje Hispanoamérica |
| ---------------------------------- | --------------------- | --------------------------- | ------------------------------- |
| Izuku "Deku" Midoriya              | Daiki Yamashita       | Justin Briner               | Héctor Mena                     |
| Izuku "Deku" Midoriya              | Akeno Watanabe (Niño) | Lara Woodhull               | Derian Pérez                    |
| Toshinori Yagi / All Might         | Kenta Miyake          | Christopher Sabat           | Octavio Rojas                   |
| Melissa Shield                     | Mirai Shida           | Erica Mendez                | Ivett Toriz                     |
| David Shield                       | Katsuhisa Namase      | Ray Chase                   | José Arenas                     |
| David Shield                       | Ryōhei Kimura (Joven) | Ray Chase                   | José Arenas                     |
| Wolfram                            | Rikiya Koyama         | Keith Silverstein           | Gerardo Vásquez                 |
| Ochaco Uraraka                     | Ayane Sakura          | Luci Christian              | Claudia Bramnfsette             |
| Katsuki "Kacchan" Bakugo           | Nobuhiko Okamoto      | Clifford Chapin             | Rafael Escalante                |
| Shoto Todoroki                     | Yūki Kaji             | David Matranga              | José Gilberto Vilchis           |
| Tenya Iida                         | Kaito Ishikawa        | J. Michael Tatum            | Gabriel Gama                    |
| Momo Yaoyorozu                     | Marina Inoue          | Colleen Clinkenbeard        | Mildred Barrera                 |
| Eijiro Kirishima                   | Toshiki Masuda        | Justin Cook                 | Miguel Ángel Leal               |
| Kyoka Jiro                         | Kei Shindō            | Trina Nishimura             | Sandra Olarra                   |
| Denki Kaminari                     | Tasuku Hatanaka       | Kyle Phillips               | Gabriel Ortiz                   |
| Minoru Mineta                      | Ryō Hirohashi         | Brina Palencia              | Isabel Martiñón                 |
| All For One                        | Akio Ōtsuka           | John Swasey                 | Carlos Segundo                  |
| Samuel "Sam" Abraham               | Mitsuru Ogata         | Barry Yandell               | Moisés Palacios                 |
| Tsuyu Asui                         | Aoi Yūki              | Monica Rial                 | Jennifer Medel                  |
| Mina Ashido                        | Eri Kitamura          | Caitlin Glass               | Diana Nolan                     |
| Toru Hagakure                      | Kaori Nazuka          | Felecia Angelle             | Sandra Olarra                   |
| Hanta Sero                         | Kiyotaka Furushima    | Christopher Bevins          | Ángel Pardo                     |
| Rikido Sato                        | Tōru Nara             | Cris George                 | Ditter Ruiz                     |
| Fumikage Tokoyami                  | Yoshimasa Hosoya      | Josh Grelle                 | Dan Osorio                      |
| Mezo Shoji                         | Masakazu Nishida      | Shoji Ian Sinclair          |                                 |
| Mr. Plastic                        | Kensuke Satō          | Andrew Love                 |                                 |
| Inko Midoriya                      | Aya Kawakami          | Jessica Cavanagh            | Claudia Motta                   |
| Cow Lady                           | Tomomi Kawamura       | Katelyn Barr                | Claudia Motta                   |
| Electoplant                        | Keiji Hirai           | Justin Briner               | ¿?                              |
| Villano de Los Ángeles             | ¿?                    | ¿?                          | Alfonso Obregón                 |
| Hermano del Villano de Los Ángeles | ¿?                    | ¿?                          | Héctor Estrada                  |
| Doctor                             | ¿?                    | ¿?                          | Pedro D'Aguillón Jr.            |
| Presentadora                       | Mami Sugino           | ¿?                          | Diana Huicochea                 |
| Swordkil                           | Daiki Yamashita       | Adam Gibbs                  | Ditter Ruiz                     |
| Nobu                               | Nobuyuki Hayakawa     | Ben Bryant                  | Román Abreo                     |

## Producción
En diciembre de 2017, la revista Weekly Shōnen Jump de Shueisha anunció que una película de anime de la serie de manga My Hero Academia de Kōhei Horikoshi se estrenaría en el verano de 2018, que se basaría en una historia original. Horikoshi "apenas cree que estaba muy feliz" en el anuncio de la primera película de su manga, revelando además que se presentaría "el pasado de un personaje que aún no ha estado en el manga".  Vio la película como una "oportunidad" para mostrar a Toshinori Yagi / All Might en su juventud, ya que ya no podía mencionar la historia en su manga, pero siempre quiso incluir un capítulo sobre el pasado del personaje.
El título de la película y la fecha de lanzamiento se revelaron durante una presentación en el escenario en AnimeJapan en marzo de 2018. En el mismo evento, se reveló que la línea de tiempo de la película tendrá lugar después del arco de la historia del Examen final y durante "otro verano" en el arco de la historia de Forest Training en una isla artificial llamada I-Island. También se relacionaría con el vigésimo episodio de la tercera temporada de la serie de televisión.

### Preproducción
Unos días después del anuncio de la película, también se anunció que Bones y Toho producirían y distribuirían respectivamente la película, con Kenji Nagasaki dirigiendo, Yōsuke Kuroda escribiendo el guion y Yoshihiko Umakoshi diseñando los personajes, mientras que Horikoshi fue acreditado con el trabajo original y  diseños de personajes y como supervisor jefe. A los actores de voz que regresaron de la serie de televisión My Hero Academia en abril de 2018 se unieron Mirai Shida como Melissa Shield y Katsuhisa Namase como David Shield, al igual que Rikiya Koyama en junio de 2018 como el villano de la película, Wolfram.

### Posproducción
En una entrevista con Comic Natalie, Horikoshi reveló que tuvo una "buena cantidad de supervisión" con la película, como proporcionar los diseños de los personajes originales Melissa y David y ofrecer sus "opiniones y correcciones" al guion. El lanzamiento del número 34 de Weekly Shōnen Jump en julio de 2018 reveló la incorporación de Ryōhei Kimura al elenco como el joven David.  En agosto de 2018, Funimation anunció que Erica Méndez, Ray Chase y Keith Silverstein expresarían respectivamente a Melissa, David y Wolfram en el doblaje en inglés de la película.

## Estreno
Funimation y Toho estrenaron la cinta en Anime Expo en Los Ángeles el 5 de julio de 2018, y fue posteriormente estrenada en Japón el 3 de agosto del mismo año.  El primer millón de miembros de la audiencia recibieron un libro con el manga especial de Horikoshi titulado "No.0 ALL MIGHT: RISING", así como perfiles de los personajes y un "dialogo secreto" entre Horikoshi y Eiichiro Oda. Viz Media público luego el volumen 0 digitalmente en inglés bajo el título "All Might Rising" el 19 de septiembre de 2018.